# Doreet LeVitte-Harten
Doreet LeVitte-Harten (* 1948 in Israel) ist eine israelische Kunsthistorikerin, Kuratorin und Buchautorin, die in Berlin lebt.

## Leben
Doreet LeVitte-Hartens Großväter kamen aus Russland, einer war dort Rabbiner, studierte Immanuel Kant und lernte dafür Deutsch. Er wurde schließlich Steinerianer und wanderte nach Palästina aus.
LeVitte Harten studierte Kunstgeschichte und vergleichende Religionswissenschaft an der hebräischen Universität in Jerusalem. Von 1978 bis 1980 arbeitete sie als Journalistin und Kunstkritikerin für die Zeitung Haaretz. Von 1977 bis 1980 lehrte sie als Dozentin für Kunstgeschichte am Visual Center Beer Sheva. Seit 1980 arbeitet sie als Kuratorin sowohl in Deutschland als auch in Israel.
Sie ist seit 1980 mit Jürgen Harten verheiratet und lebt in Berlin.

## Ausstellungen
- Heaven, Kunsthalle Düsseldorf, 1999
- Die neuen Hebräer, Martin-Gropius-Bau, Berlin, 2005

## Publikationen (Auswahl)
- Heaven, Hatje Cantz Verlag, 1999, ISBN 3-89322-986-8
- Die Neuen Hebräer – 100 Jahre Kunst in Israel, Nicolai, 2005, ISBN 978-3-89479-227-5
- India Women (Hrsg.) mit Nicolaus Schmidt, Priyanka Dubey, Kerber Verlag, 2014, ISBN 978-3-86678-990-6
- Bruch der Gefäße. In:  Angela Schneider, Anselm Kiefer, Mark Rosenthal (Hrsg.): Anselm Kiefer Ausstellungskatalog. Nationalgalerie Berlin,  Berlin 1991, S. 20–28